# Salinas de Poza de la Sal
Las salinas de Poza de la Sal son una antigua explotación minera de sal situada en el municipio al que dan nombre. Se encuentran en una depresión en el límite Este del Páramo de Masa, formada por un brusco descenso del terreno desde los 1100 m s. n. m. del Páramo, hasta los 650 de la planicie de La Bureba.

## Formación geológica
Los bordes de la cuenca asemejan un gran cráter de casi 3 km de diámetro que forma un diapiro muy característico. El origen de la formación de esta estructura se remonta a hace aproximadamente 240 millones de años, en la última fase del Triásico y la sedimentación de Keuper. Por entonces, había en estas tierras un gran lago en cuyo fondo fueron depositándose las arcillas y yesos que arrastraban los ríos que en él desembocaban. La progresiva desecación del mar interior como consecuencia de un clima progresivamente más cálido y seco, causó el aumento de la concentración salina precipitada, que llegó a formar un estrato de 400 o 500 m de espesor.
Mientras esto sucedía, el afloramiento de magma volcánico empieza a cubrir la facies de Keuper, a la vez que deja entre los estratos de yeso, salinos y arcillosos, rocas ligeras u ofitas. Este proceso se prolonga durante Jurásico y el Cretácico, hasta hace más de 60 millones de años, de forma que estos materiales fueron cubriendo el primer estrato de Keuper. Al ser este estrato posterior más denso que el de yesos, arcillas y sal de Keuper, es decir, más pesado, empieza a subir la sal junto con las ofitas y materiales más ligeros, por un proceso conocido como halocinesis. Este movimiento ascendente provocó la ruptura de la cubierta jurásica y el colapso de su material, con lo que se formó una cubeta de grandes proporciones. Esta cubeta es hoy perfectamente distinguible desde los alrededores de Poza de la Sal.
El proceso se completa con la formación de la Sierra de Cantabria y los Obarenes, desde hace unos 40 millones de años, con la elevación del páramo de Masa y el descenso de La Bureba, hasta hace un millón de años.***

## Historia
Los primeros datos de asentamiento humano en Poza son los que ofrece el hallazgo del yacimiento de El Castellar. Está situado sobre un afloramiento ofítico que se eleva abruptamente, controlando el acceso desde La Bureba al Páramo, y viceversa, y en él se encuentran los restos de lo que posiblemente fue un poblado autrigón posteriormente romanizado. Estos restos consisten en fragmentos de cerámica negruzca sin decorar, procedentes de la Edad del Hierro, otros de origen celtibérico, y otros de terra sigillata hispánica.
Además del mencionado Castellar, el inventario arqueológico de Burgos recoge los yacimientos catalogados de El Milagro ( II Edad del Hierro y romano) y la necrópolis romana de la Ganja vieja. En la zona han aparecido también estelas romanas que han llevado a algunos investigadores a identificar Poza con la antigua ciudad autigona o romana de Salionca. Para Abásolo, aquí se cruzaban las calzadas de segundo orden que comunicaban Briviesca con Amaya y la costa.
En el siglo X aparece en el cartulario de San Pedro de Cardeña una de las primeras referencias escritas a la villa, una donación monacal, y con la repoblación de Fernán González, se constituye en alfoz. Hasta 1298 Poza fue lugar de realengo, momento en el que Fernando IV de Castilla entregó la villa a Juan Rodríguez de Rojas. Es durante la Edad Media cuando Poza llega a ser un centro salinero de gran importancia, y en el siglo XV se construyen el castillo nuevo las y murallas para defender Poza y su sal (el castillo primitivo estuvo ubicado probablemente en El Castellar).
Con los Reyes Católicos se funda la Cabaña Real de Carreteros, que facilitará el transporte de la sal, con Felipe II se decreta el monopolio estatal del comercio de la sal. Ya en el siglo XVII se construye la casa de la Administración de las Salinas, y en el XIX, coincidiendo con el periodo en que la explotación minera alcanza su mayor producción, se levantan los almacenes de sal del Tesoro Público. La decadencia empieza con el desarrollo y mejora de los sistemas de obtención de sal costera, en el s XX.

## La extracción de sal

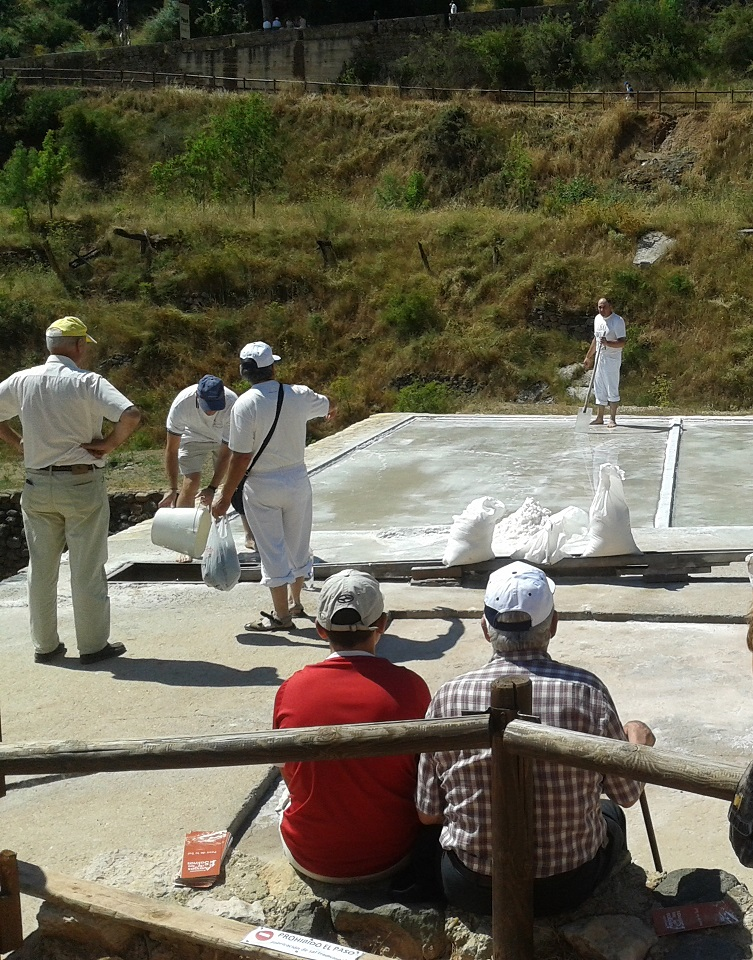
Demostración de producción de sal en las salinas.

La obtención de la sal se realizaba mediante la disolución de la roca con agua dulce que se llevaba hasta los pozos excavados, para transportar mediante galerías la salmuera hasta el lugar donde debería reposar para que el agua se evaporase por acción de la radiación solar y el calor. La sal así extraída, se quedaba en estas piscinas hasta que al final del verano se almacenaba en edificios dispuestos para este fin. La construcción de pozos, galerías, acueductos, piscinas y terrazas ha dejado su huella en el paisaje de Poza, que aún hoy, décadas después del cese de la explotación, puede apreciarse con toda claridad. Estas estructuras reciben denominaciones precisas:
- Caña: pozo vertical excavado hasta la veta salina.
- Galería: túnel excavado en la roca por donde se hacía discurrir el agua dulce.
- Fuente: lugar en donde se recogía el agua dulce, para ser conducida con canalones de pino hasta las cañas. Entre ellas, destacan la del Cubo, la del Canto, la de la Nava, y la de la Villa.
- Pozos de reserva de agua: reservorio para disponer de agua en época de escasez.
- Pozo de salmuera: excavado para acumular la salmuera producida en las cañas.
- Era: piscina donde la salmuera era expuesta a la insolación y la sal cristalizaba.
- Choza: recinto donde se acumulaba provisionalmente la sal en la era, hasta su transporte al almacén.
- Chozón: estructura que permitía mantener las eras horizontalmente.
- Albañal: conducción excavada para dirigir las aguas torrenciales.[7]